# فلوید دن
فلوید دن (انگلیسی: Floyd Dunn؛ ۱۴ آوریل ۱۹۲۴ – ۲۴ ژانویهٔ ۲۰۱۵) یک مهندس برق اهل ایالات متحده آمریکا بود. وی عضو پیوسته انجمن مهندسان برق و الکترونیک است.